# Populierenspeldje
Het populierenspeldje of het populierenspijkertje (Phaeocalicium populneum) is een 	niet-gelicheniseerde ascomyceet behorend tot de familie Mycocaliciaceae. Het groeit op de bast van dunne, dode takken van levende bomen, stammen en dode bomen en hoofdstammen van de populier (Populus). 

## Kenmerken
Het bezit geen thallus, maar bestaat uit zwart(bruine) gesteelde apothecia van ongeveer 0,7 mm hoog. De ascosporen zijn bruin gekleurd en hebben de afmeting 13-14 × 5 µm en hebben één septum (tussenwand). 

## Verspreiding
Phaeocalicium populneum komt voor de boreale en gematigde zones van Eurazië en Noord-Amerika, vooral in koele tot gematigde streken. In Europa is de soort vermoedelijk het meest algemeen in Noorwegen en Zweden. Ten zuiden van Scandinavië zijn er vrijwel alleen incidentele meldingen, vooral uit berggebieden. In Nederland komt hij zeer zeldzaam voor. 

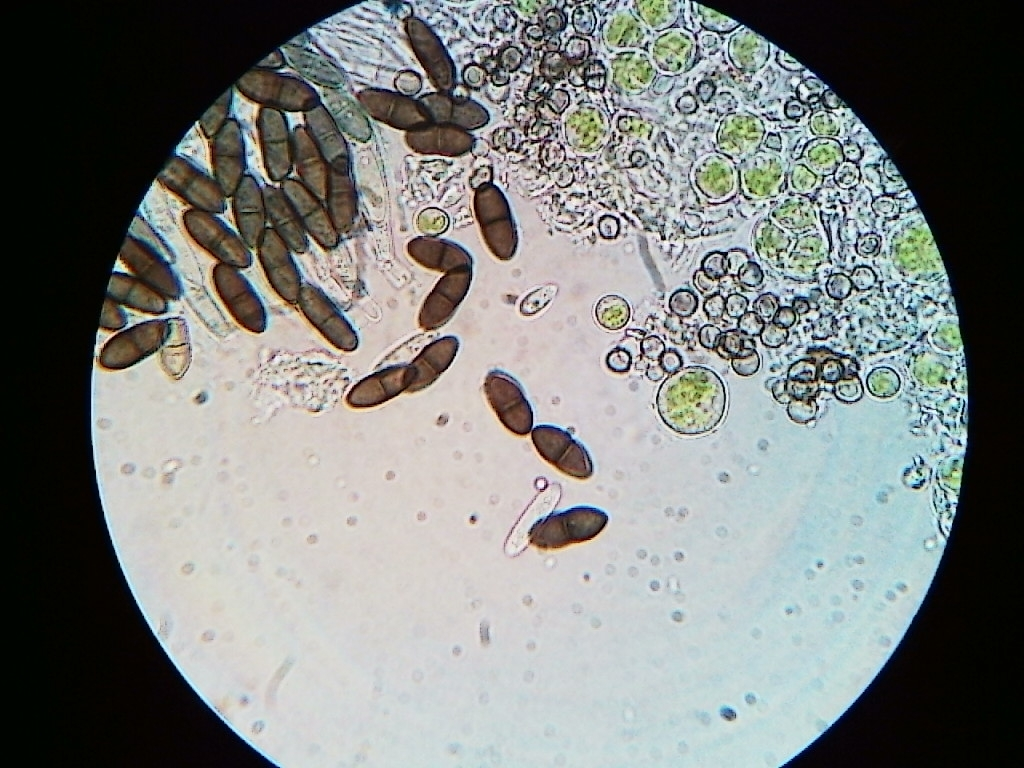
Sporen